# 上顎洞炎根治術
上顎洞炎根治術（じょうがくどうえんこんちじゅつ）とは、上顎骨における炎症を外科処置により根治する方法である。
下記の2種が有名である。
- Caldwell-Luc法
  - 上顎歯肉移行部に横切開を加え、犬歯窩を開削する。この開窓部より、洞内病的粘膜を除去し中鼻道、下鼻道への交通路（対孔）を形成する手術法である。
- 和辻-Denker法
  - Caldwell-Luc法とほぼ同様だが、対孔形成時に梨状口縁の骨壁を切除するものである。